# Коровин, Аркадий Фёдорович
Аркадий Фёдорович Коровин (27 сентября 1923, Белоносова, Екатеринбургская губерния — 13 октября 2000, Заречный, Свердловская область) — уральский краевед, журналист. Член Союза журналистов СССР, член Союза писателей СССР (?). Являлся председателем Белоярскою отделения Всероссийского общества охраны памятников истории и культуры.
Заслуженный работник культуры РСФСР (1973).
В области литературного краеведения изучал культурные и литературные течения, уральских писателей и становление их творчества (особенно — Д. Н. Мамина-Сибиряка: одновременно собирался материал к его родословной). Интересовался уральской Пушкинианой, литературными группами: УЛИТА, УралАПА, «На смену!». Один из консультантов биобиблиографического словаря «Урал литературный» (1988) — первой на Урале региональной литературной энциклопедии. Постоянный автор в журналах «Урал», «Уральский следопыт», газетах «Уральский рабочий», «На смену!», «Знамя», «Рифей».
В 1954 и 1978 гг. награждён медалями ВДНХ, в 1994 г. — дипломант премии им. В. П. Бирюкова.

## Биография
Аркадий Фёдорович Коровин родился 27 сентября 1923 года в деревне Белоносова Камышловского уезда Екатеринбургской губернии, ныне деревня входит в Каменский городской округ Свердловской области.
Первую заметку опубликовал учеником 3 класса. Писал в пионерскую газету «Всходы коммуны», где в редакции работал его первый учитель, автор повести о Павлике Морозове
Павел Соломеин. Школьником встретился с известным уральским краеведом Владимиром Павловичем Бирюковым.
Окончил Свердловский учительский институт и Свердловское отделение высшей партийной школы при ЦК КПСС. Работал в Белоярском райкоме КПСС и редакции газеты «Знамя». С 1934 г. занимался историческим краеведением: историей Белоярского района Свердловской области, гг. Каменска-Уральского, Камышлова, Ирбита, Нижнего Тагила, Перми, а также приисетских сел — историей церквей в них.
Аркадий Фёдорович Коровин умер 13 октября 2000 года в городе Заречном Белоярского района Свердловской области.

## Память
В память о А. Ф. Коровине проводятся краеведческие "Коровинские чтения".